# Busintsi
Busintsi est un village appartenant à la ville de Tran, dans l'oblast de Pernik, en Bulgarie. Il se situe à 750 mètres d'altitude. Sa population est de 60 personnes.